# Niter kibbeh
Niter kibbeh (gueez: ንጥር ቅቤ niṭer ḳibē; tigrinya: tesmi) és una mantega aclarida que forma un ingredient essencial en la cuina etiòpica. L'elaboració de niter kibbeh s'assembla molt a la producció del ghi indià, però és cuinat amb diverses espècies, donant-lo una olor i un sabor únics. Receptes varien, però espècies comunes inclouen el fenigrec, el comí, el cúrcuma, la canyella, la nou moscada, i el cardamom. A més d'espècies, sovint s'afegeix all i gingebre frescs picats. És un ingredient de molts plats etiòpics, emprat sobretot per a fregir la carn en els estofats (wats) ubics en el menjar etíop. Típicament en els plats vegetarians, tanmateix, es reemplaça per oli vegetal, per què els adherents de l'Església Ortodoxa Etíop practiquen freqüents períodes d'abstinència de menjars d'origen animal.
Per fer-lo, les espècies senceres es torren en una paella seca per a intensificar el seu sabor. Llavors, se les mol, tradicionalment amb morter. Després, la mantega es fon lentament, perquè no es dauri. S'afegeix els aromàtics i llavors les espècies moltes, i es cuina lentament per almenys mitja hora sense remenar perquè les espècies i els components sòlids de la mantega s'enfonsen. La mantega assaonada per sobre es cola.

Un variant és el de Somàlia, anomenat subaq soomaali, emprat en la cuina i en la preservació de la carn. El variant somali és condimentat diferentment, i inclou all i clavells d'espècia.